# Szkolne Muzeum Gwizdka w Gwizdałach
Szkolne Muzeum Gwizdka w Gwizdałach – muzeum położone we wsi Gwizdały (powiat węgrowski). Placówka ma swą siedzibę w tutejszym Zespole Szkół.
Muzeum powstało w 1999, kiedy to Witold i Adam Tchórzewscy, kolekcjonerzy z Warszawy przekazali ówczesnym władzom szkoły swoją kolekcję, w skład której wchodziło: 39 gwizdków, 12 fujarek i jedna okaryna. Kolejne eksponaty pochodziły z darów lub też z odkupu od kolekcjonerów. Logo placówki zostało zaprojektowane przez Szymona Kobylińskiego.
Aktualnie w muzeum znajduje się ekspozycja klasycznych gwizdków, wykonanych z różnych materiałów (drewno, glina, metal), gwizdków branżowych (sportowych, kolejarskich, policyjnych), technicznych (m.in. od parowozów oraz czajników) oraz instrumentów dętych (fujarki, ligawki, trąbki). Oprócz eksponatów pochodzących z Polski, w muzeum zobaczyć można gwizdki z Rosji, Ukrainy, Białorusi, Litwy, Stanów Zjednoczonych Ameryki, Australii oraz Amazonii. Najstarszy z eksponatów liczy sobie ok. 400 lat.
Muzeum jest obiektem całorocznym, czynnym od poniedziałku do piątku, natomiast w weekendy po uprzednim uzgodnieniu. Dla zainteresowanych organizowane są warsztaty garncarsko-ceramiczne.
Placówka uczestniczyła w projekcie artystycznym „Projekt Dźwiękowy GWIZDAŁY”, zorganizowanym przez litewskiego kompozytora Arturasa Bumšteinasa we współpracy z Instytutem Badań Przestrzeni Publicznej Akademii Sztuk Pięknych w Warszawie, Galerią A19 Marymont Metro oraz Programem STREFA Centrum Sztuki Współczesnej.